# Alex Partridge
Alex Partridge (San Francisco, 25 gennaio 1981) è un canottiere britannico, vincitore della medaglia d'argento nell'8 con a Pechino 2008 e di bronzo a Londra 2012.

## Palmarès
- Olimpiadi

Pechino 2008: argento nell'8 con.
Londra 2012: bronzo nell'8 con.
- Campionati del mondo di canottaggio

2001 - Lucerna: bronzo nel 4 con.
2003 - Milano: bronzo nell'8 con.
2005 - Kaizu: oro nel 4 senza.
2006 - Eton: oro nel 4 senza.
2009 - Poznań: oro nel 4 senza.
2011 - Bled: argento nell'8 con.